# Michael II. Apafi

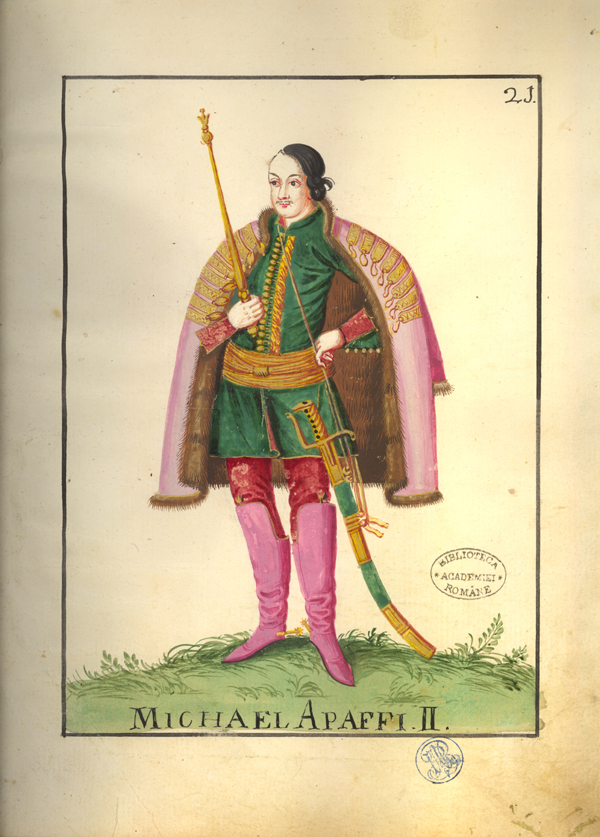
Michael Apafi II.

Michael Apafi II. (* 13. Oktober 1676; † 1. Februar 1713) (ungarisch: Apafi Mihály) war der Sohn von Fürst Michael I. Apafi und Fürst von Siebenbürgen in der Zeit vom 10. Juni 1690 bis 1699. 

## Leben
1681 wurde Michael II. Apafi, bereits zu Lebzeiten seines Vaters, vom Landtag zu seinem Nachfolger gewählt. An dessen Todestag, am 15. April 1690, war Michael II. 13 Jahre alt und nur noch nomineller Fürst. Zwei Monate später ernannte Sultan Süleyman II. am 8. Juni 1690 Emmerich Thököly zum Fürsten. Michael II. floh daraufhin und kehrte erst am 10. Januar 1692 nach Vertreibung von Thököly durch den kaiserlichen Feldherrn Ludwig von Baden zurück. Anschließend wurde er als Fürst unter der Vormundschaft von Kaiser Leopold I. anerkannt. Siebenbürgen wurde Erbfürstentum des Hauses Habsburg  unter einheimischen Kanzlern (Kemeny). Durch seine Eheschließung mit Katharina Bethlen fiel er später in kaiserliche Ungnade. Nach dem Ausscheiden aus seinem Amt lebte er bis zu seinem Tod in Wien. Er starb 1713 im Alter von 36 Jahren.